# Carex neurocarpa
Carex neurocarpa är en halvgräsart som beskrevs av Carl Maximowicz. Carex neurocarpa ingår i släktet starrar, och familjen halvgräs. Inga underarter finns listade i Catalogue of Life.